# Halenia venezuelensis
Halenia venezuelensis là một loài thực vật có hoa trong họ Long đởm. Loài này được C.K.Allen mô tả khoa học đầu tiên năm 1944.